# الدوري الشمالي الممتاز 1969–70
الدوري الشمالي الممتاز 1969–70 هو موسم من دوري الشمال الممتاز ‏. فاز فيه ماكليسفيلد تاون.